# Burg Melbach
Die Burg Melbach ist eine abgegangene Wasser- und Turmburg, gelegen am Ostrand des historischen Dorfes Melbach, heute Ortsteil von Wölfersheim im Wetteraukreis in Hessen.

## Lage
Die Wasserburg Melbach lag an der Ostseite des historischen Dorfes am Ende der östlichen Erbsengasse.
Johann Philipp Dieffenbach schrieb 1843:

„Ueber den Haingraben, sowie die alte Burg zu Melbach, habe ich früher bereits Einiges mitgetheilt.
.

Hier will ich nachträglich vermerken, daß sich in der Mitte der Gegend, die man den Ort bezeichnet, wo die Burg stand, der Boden etwas erhöht und sich Reste von Mauerwerk zeigen. Den Burggarten hatte früher Georg Caspar Leopard im Besitz, … Es enthält etwa 4 Morgen, die rund um mit Graben versehen sind, und ziehet sich in das Dorf hinein.“

Nach neueren Untersuchungen beträgt die Größe der Gesamtfläche des Herrschaftlichen Burggartens ca. 9.100 m².
Die Denkmaltopographie des Wetteraukreises nennt die Flur „Herrschaftlichen Burggarten“ als Standort der Burg, was identisch mit der Beschreibung von Dieffenbach ist. Die Bebauung in diesem Bereich der Erbsengasse wird in der Denkmaltopographie als „planmäßig angelegte Beisassensiedlung der Burg“ gesehen.
Ein umfassendes historisches Kartenwerk wurde 1792 von dem Geometer Johann Jost August Dinstorff als aquarellierte Federzeichnung geschaffen. Es enthält u. a. detaillierte Pläne von der Ortsbefestigung und der Burg in Melbach. Zudem schuf Georg Caspar Leopard 1796 ein etwas ungenaueres Kartenblatt, datiert 1796.
Die historischen Ortspläne vom Ende des 18. Jahrhunderts zeigen, dass die Gräben im Burggarten durch das Wasser der Weed in der Großen Gasse bewässert wurden. Der Flurname „Burggarten“ findet sich erstmals 1541.
Die Gesamtanlage ähnelt deutlich der Befestigung des privilegierten Ortes Grüningen.
Bis heute ist Fläche ist noch heute weitgehend unbebaut. Der von Dieter Wolf in den heutigen Bebauungsplan eingearbeitete Grundriss der Burganlage zeigt, dass der unbebaute Teil heute von einem Kinderspielplatz belegt wird. Lediglich im südöstlichen Bereich findet sich Bebauung aus der Nachkriegszeit.
Hinweise auf Gräben oder Burgstallreste lassen sich in den hessischen Reliefdaten nicht finden, da im 19. Jahrhundert die Burgfläche wie auch die gesamte Dorfbefestigung geebnet und in Gartenland umgewandelt wurden.

## Datierung
Die Frage, wann die Burg gegründet wurde, wird kontrovers diskutiert. Ein Ansatz ist, dies über die Anwesenheit von Adligen zu belegen. Seit Ende des 13. Jahrhunderts lassen sich in Melbach Niederadlige nachweisen, die dort auch wohnten. In diesem Ortsadel kann man die Burgmannen der Burg Melbach sehen. Ein ortsansässiger Ministeriale Conradus de Melbach Armiger wird 1282 erstmals urkundlich erwähnt. Ein Adam Melbach trat 1472 als Burgmann zu Alzey urkundlich in Erscheinung.
1290 wurden „Henricus miles de Melpach dictus Quiddenbom et soror ejus Elysabeth femina religiosa“ (der Ritter Heinrich von Melbach, genannt Quittenbaum, und seine Schwester Elisabeth – eine Nonne (wörtlich: eine religiöse Frau)) urkundlich erwähnt. Die Aschaffenburger ritterlich-patrizische Familie Quiddenbaum ist seit dem 13. Jahrhundert urkundlich belegt. Einige Familienangehörige waren Mitglieder des Aschaffenburger Kollegiatstifts St. Peter und Alexander, welches zu Beginn des 14. Jahrhunderts systematisch Besitz in Melbach und Beienheim erwarb.
Ein möglicher früher urkundlicher Hinweis auf eine Burg findet sich in einer Urkunde vom 3. Februar 1378. Dort wird der Beiname eines Gerichtsschöffen genannt: „Sned Hentze by dem burgen“ (Heinz Schnitt bei der Burg).